# パシフィック・インベストメント・マネジメント
パシフィック・インベストメント・マネジメント・カンパニー（Pacific Investment Management Company LLC）は、アメリカのカリフォルニア州ニューポートビーチに本社を置くグローバル資産運用会社であり、債券運用残高では世界最大級のアクティブ運用会社である。1971年に設立された。略称はピムコ（PIMCO）。
2000年、ドイツの大手保険会社アリアンツの完全子会社となった。

## 概要
最高経営責任者（CEO）はダグラス・M・ホッジ、社長はジェイ・ジェイコブズ。グループ最高投資責任者（グループCIO）のダニエル・アイバシンが、ポートフォリオ・マネジメントおよび投資戦略を総合的に統括する。さらに、アンドリュー・ボールズ（グローバル債券担当）、マーク・キーセル（クレジット担当）、スコット・マザー（米国コア戦略担当）、マーク・サイドナー（非伝統的戦略担当）、ミヒル・ウォラー（リアル・リターンおよびアセットアロケーション担当）の5名の最高投資責任者（CIO）がいる。運用資産総額は、2015年6月末現在、約1.52兆ドル（約186兆円）。
ニューポートビーチ、ニューヨーク、トロント、ロンドン、ミュンヘン、アムステルダム、チューリッヒ、ミラノ、リオデジャネイロ、東京、香港、シンガポールおよびシドニーに拠点を置く。
2009年、PIMCOは金融危機後の世界経済について、成長率の長期的な低下を予測する「ニュー・ノーマル（新たな標準）」という概念を提唱した。最近では、長期的に政策金利は低水準で推移し、世界的な低成長が続く状態を「ニュー・ニュートラル（新たな中立）」と称している。
2015年12月、世界経済および政治の動向、そしてそれらの金融市場への関連性について意見を提供する役割を担うグローバル・アドバイザリー・ボードを設立。メンバーは、米連邦準備制度理事会（FRB）前議長であるベン・バーナンキ氏（アドバイザリー・ボード議長）、英国元首相のゴードン・ブラウン氏、欧州中央銀行元総裁のジャンクロード・トリシェ氏、シンガポール政府投資公社（GIC）元グループ最高投資責任者のウン・コクソン氏、米国務省元政策企画局長のアンマリー・スローター博士、の5名から成る。

## 日本においての活動
日本においては1997年にピムコジャパンリミテッド（東京都港区虎ノ門4‐1‐28）が設立され、業務を行なっている。1999年に投資一任業務、2000年に投資信託委託業務を開始。2024年に虎ノ門ヒルズステーションタワーに移転（東京都港区虎ノ門2-6-1）。
日本における共同代表者は、マネージング・ディレクターの正直知哉とベンジャミン・ファーガソン。PIMCOグループの日本における受託資産額は、12兆8,848億円（2024年5月20日時点）。